# Casa de Visconti

Brasão da Casa de Visconti

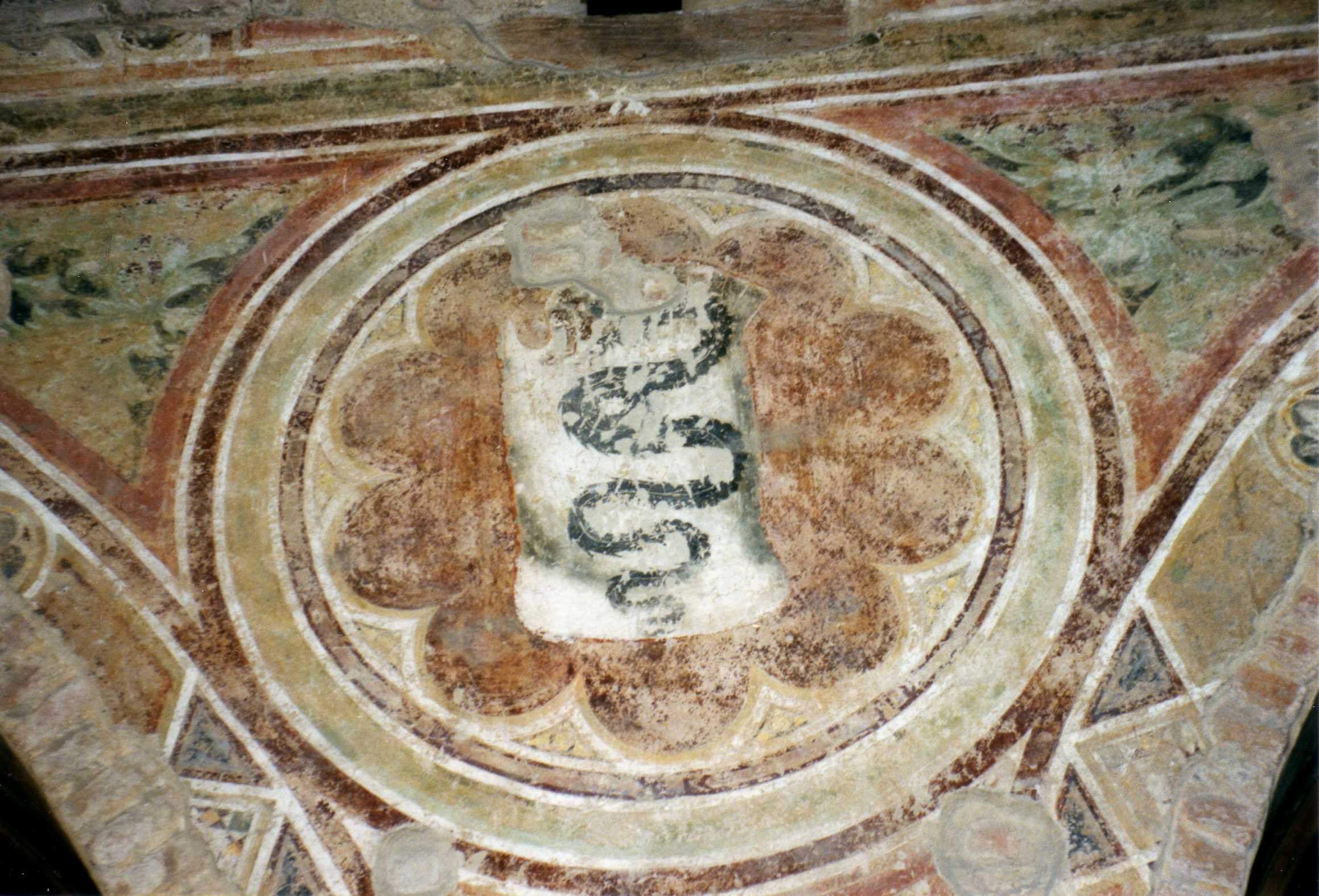
La guivre des Visconti.

A família Visconti é uma família lombarda da nobreza italiana, partidária dos gibelinos, que governou o Ducado de Milão durante a Idade Média e início do renascimento, entre os anos 1277 e 1447. 

## História

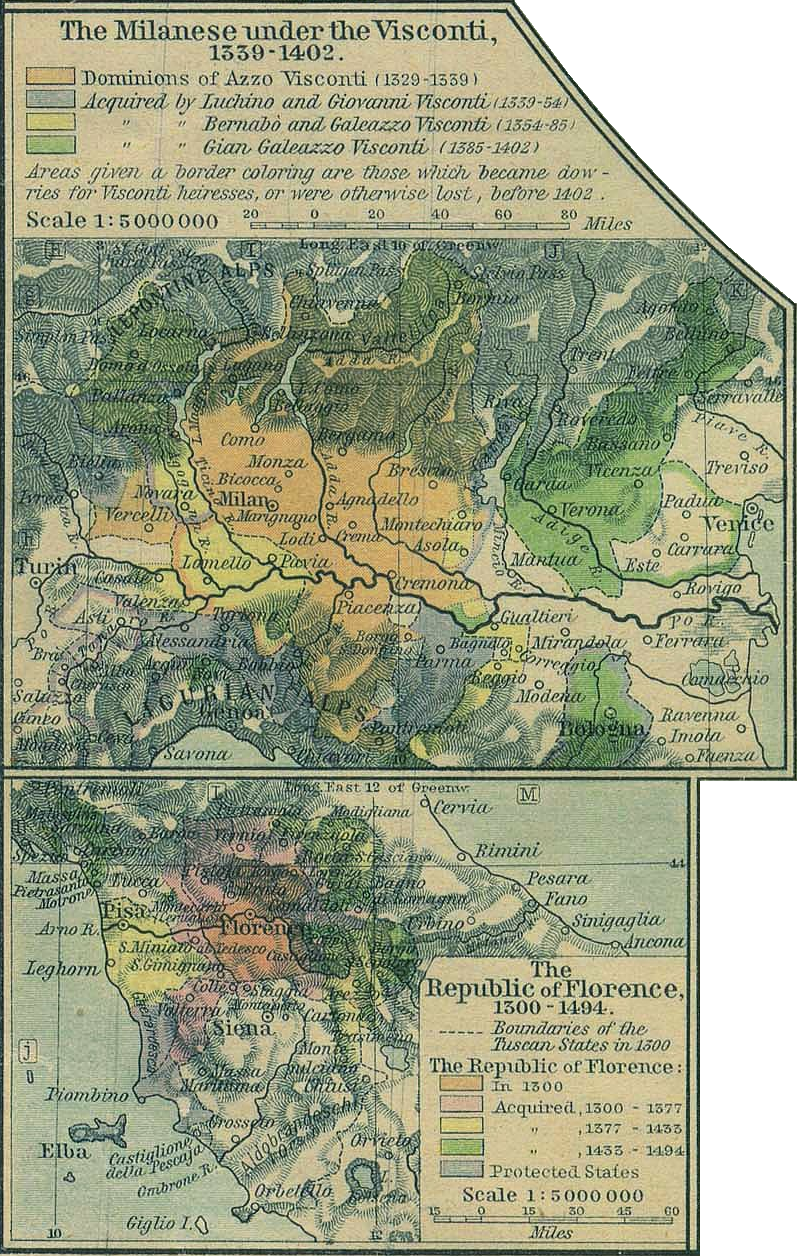
A expansão territorial da Casa de Visconti

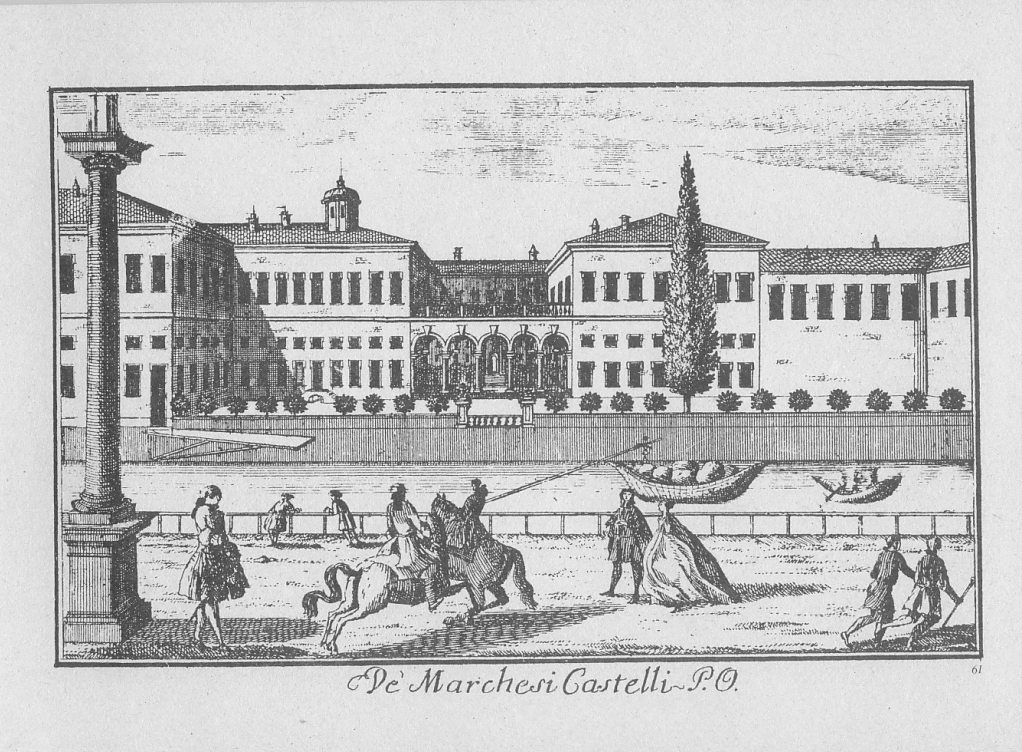
O Castelo dos Viscontis de Modrone.

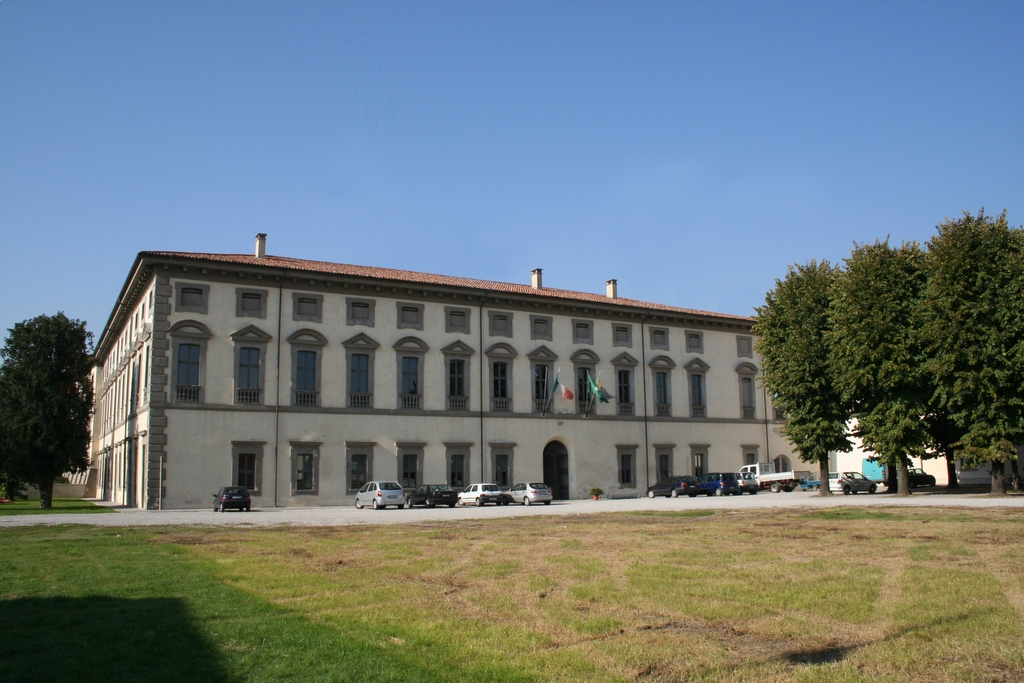
Palácio Vecchio, da família Visconti, também conhecido como Castelo Brignano. Está situado em Brignano Gera d'Adda, na província de Bérgamo.

Os Visconti possuíam o título de "senhores" e, em seguida, a partir de 1395, na pessoa de João Galeácio, o de "duques de Milão". Com a morte do último duque, Filipe Maria, em 1447, a República Ambrosiana foi criada na cidade por um período de menos de três anos.
No entanto, a sucessão dos Visconti em Milão, perpetuou-se na pessoa de Bianca Maria Visconti, filha de Filipe Maria Visconti, que se casou com Francisco I Sforza, il condottieri, que assumiu o ducado a partir de 1450.
Os últimos descendentes renomados da família famosos são Luchino e Eriprando Visconti.

## Genealogia
As pessoas cujo nome está em negrito foram senhores de Milão, sob diversos títulos..
1. Uberto
  1. Otão I (1207-1295), arcebispo de Milão, em 1262, ele assumiu o poder em 1277.
  2. Azão
  3. André
  4. Obizo
    1. Teobaldo († 1276)
      1. Mateus I (Matteo), (1250-1322), senhor de Milão de 1291 a 1302 e de 1317 a 1322, Vigário Imperial da Lombardia em 1294;
        1. Galeácio I, nascido em 1277, morreu em Pescia em 1328, foi o senhor do Milão, Mateus I quem lhe outorgou  poder em 1320. O imperador Luís IV da Baviera o fez prisioneiro em 1327;
          1. Azão, nasceu em Ferrara em 1302  e morreu em 1339; senhor de Milão entre 1330 e 1339, ampliou as possessões da família (Bérgamo, Placência, Bréscia). Ele obteve em 1329, com o imperador, o título de vigário imperial em Milão.

        2. Luquino, nasceu em 1292  e morreu em 1349, senhor de Milão de 1339 a 1349. Ele ampliou as possessões da família em Parma, Locarno e Alexandria.
        3. Giovanni, Arcebispo de Milão, nasceu em 1290 e morreu em 1354 , senhor de Milão, anexou Bolonha às possessões da família. Era protetor de Petrarca. Seus três sobrinhos dividiram o Estado.
        4. Estêvão
          1. Mateus II (Matteo II), nascido por volta de 1319, morreu em 1355, assassinado por seus irmãos.
          2. Galeácio II, nascido por volta de 1320, morreu em Pavia em 1378.
            1. João Galeácio Visconti, nasceu em 1351 e morreu em Melegnano em 1402, sucedeu a Barnabé e estendeu o poderio da família até Vicenza, Verona, Pádua e Bolonha. Foi nomeado duque de Milão, em 1395 e da Lombardia em 1397;
              1. Valentina I, nasceu em 1368 e morreu em 1408, condessa de Vertus, esposa de Luis de Orleans;
              2. Giovanni Maria, nasceu em 1389 e morreu em 1412, ele dividiu o ducado com o irmão Filipe Maria;
              3. Filipe Maria, nasceu em 1392 e morreu em 1447, sucessor de João Galeácio, dividiu o poder com o irmão  Giovanni Maria. Ele deixou o ducado para a filha natural Bianca Maria;
                1. Bianca Maria, nasceu em 1424 e morreu em 1468, tornou-se esposa de Francisco I Sforza;

          3. Barnabé (Bernabò), nasceu em 1323 e morreu em 1385, sobrinho de Giovanni; ele foi provavelmente envenenado pelo sobrinho João Galeácio;
            1. Valentina II, nasceu em 1361 e morreu em 1393, casou-se com Pedro II, rei do Chipre;
            2. Tadeia (ca 1351-1381); casou-se em 1364 com Estêvão III, duque da Baviera-Ingolstádio, e foi mãe de Isabel da Baviera, Rainha de França;

    2. Umberto Pico († 1315), ancestral da linhagem dos Visconti de Modrone, a qual pertenceu Luquino;

  5. Beatriz, casou-se com Egídio, conde de Cortenova;
  6. Gaspar, prefeito de Oleggio em 1248; Ele era ancestral das famílias dos senhorio de: Cassano Magnago (extinto no século XIX), do senhorio de Groppello (extinto em 1598), dos condes de Carbonara (extinto em 1693), dos condes e senhores de Fontaneto (extinto em 1887), do senhorio de Albizzate (extinto em 1633), do Viscondado de Borromeo, condes de Fagnano (extinto em 1564), do Viscondado de Borromeo Arese, dos condes de Brebbia (extinto em 1750).

## Arcebispos de Milão
- Otão Visconti (1207 - 02 de agosto de 1295), filho de Uberto Visconti[1].
- João Visconti (1339 - 05 de outubro de 1354)
- Roberto Visconti (29 de outubro de 1354 - 08 de agosto de 1361)
- João III Visconti (03 de agosto de 1450 - 09 de março de 1453)
- Gaspar Visconti (28 de novembro de 1584 - 12 de janeiro de 1595)
- Frederico Visconti (25 de junho de 1681 - 07 de janeiro de 1693)
- Filipe Maria Visconti (25 de junho de 1784 - 30 de dezembro de 1801)

## Galeria de fotos da família

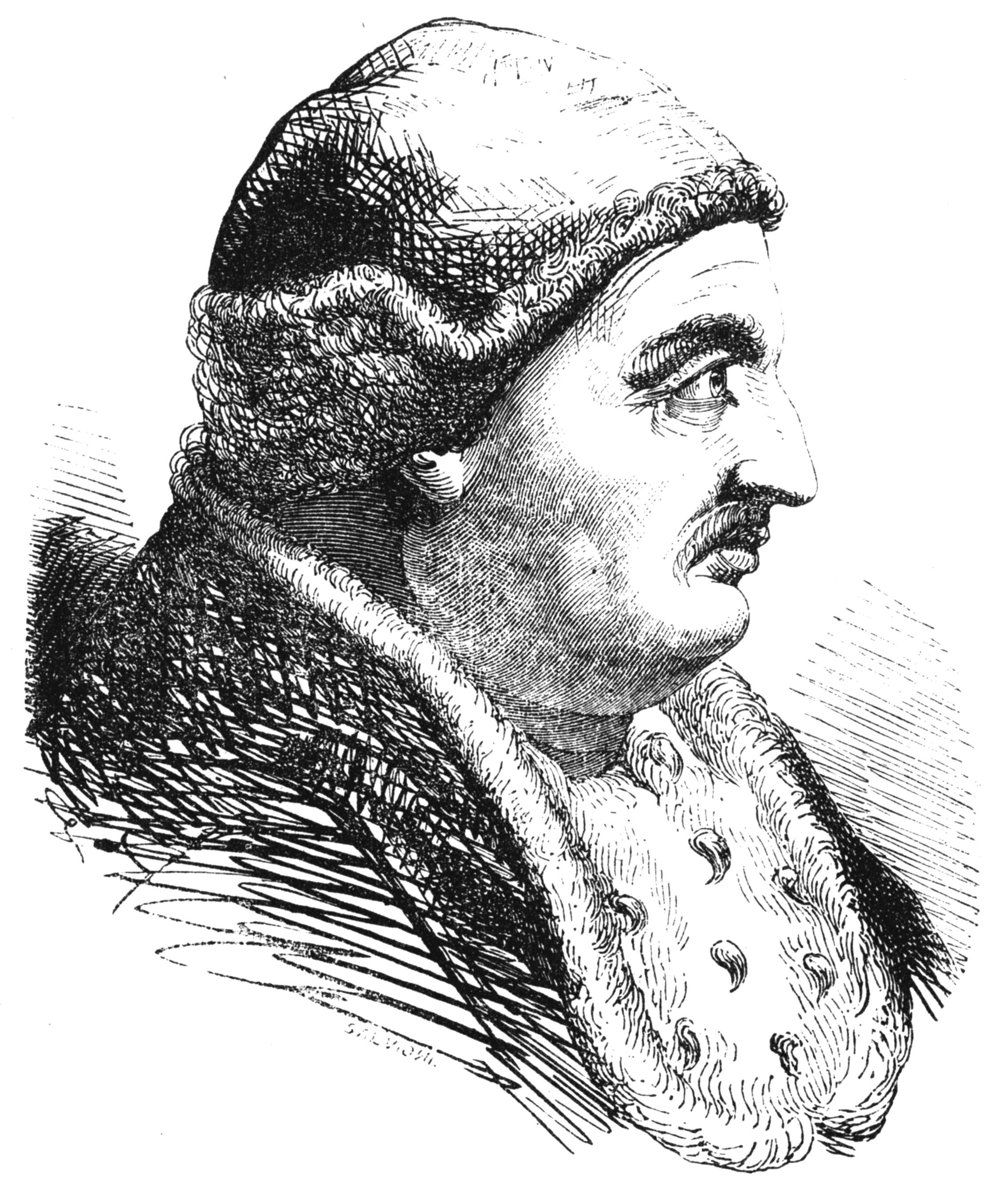
Otão, arcebispo de Milão
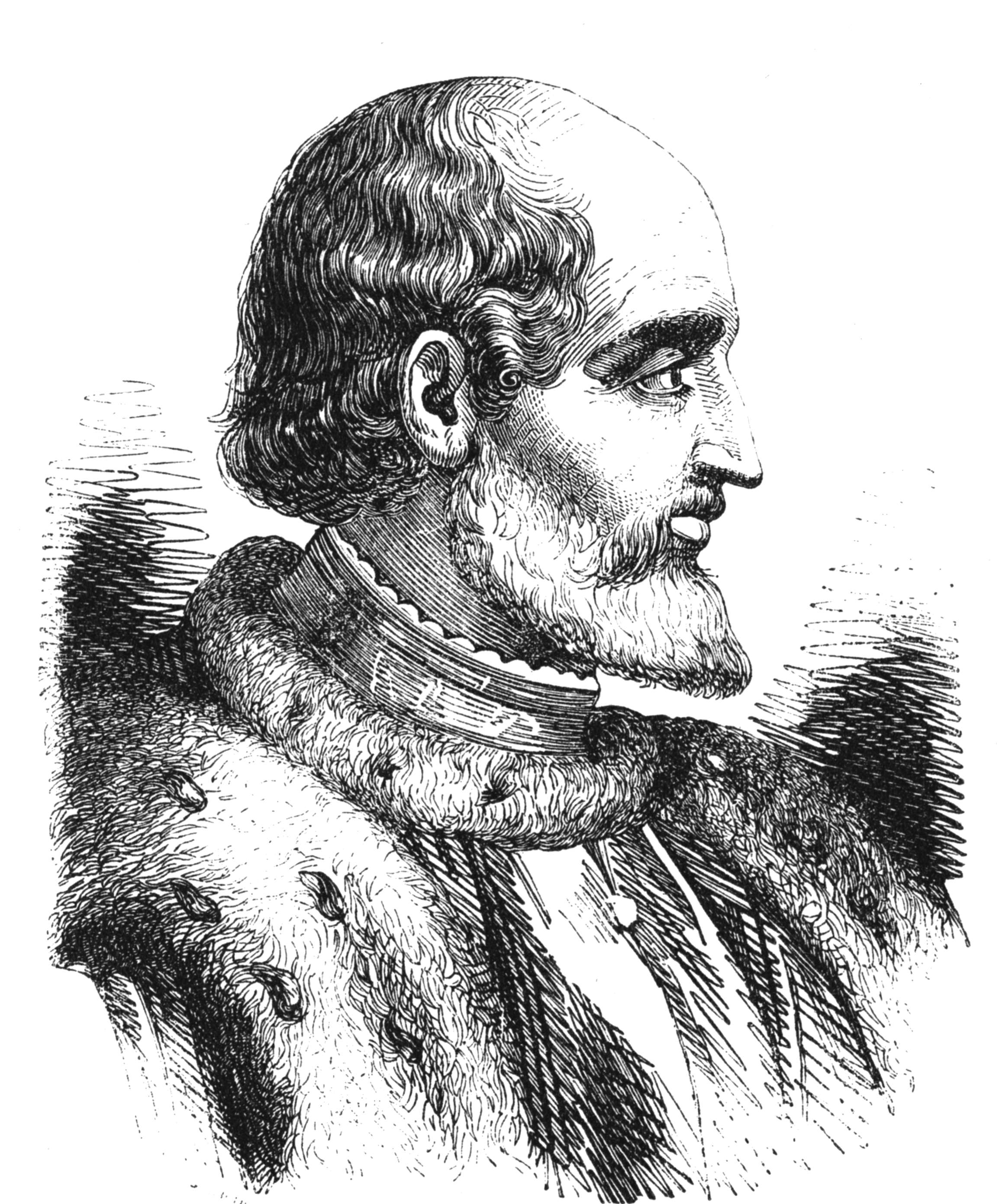
Mateus I
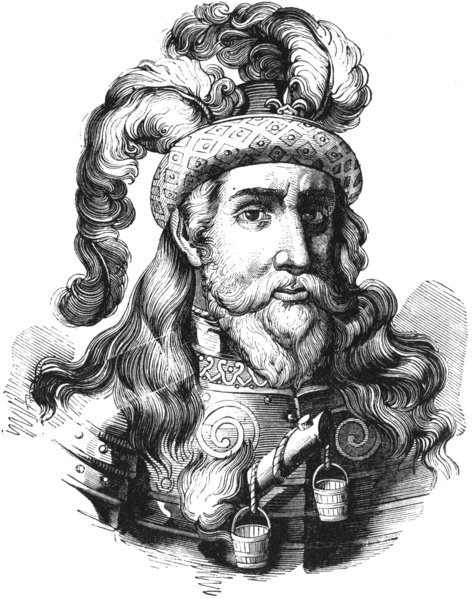
Galeácio I
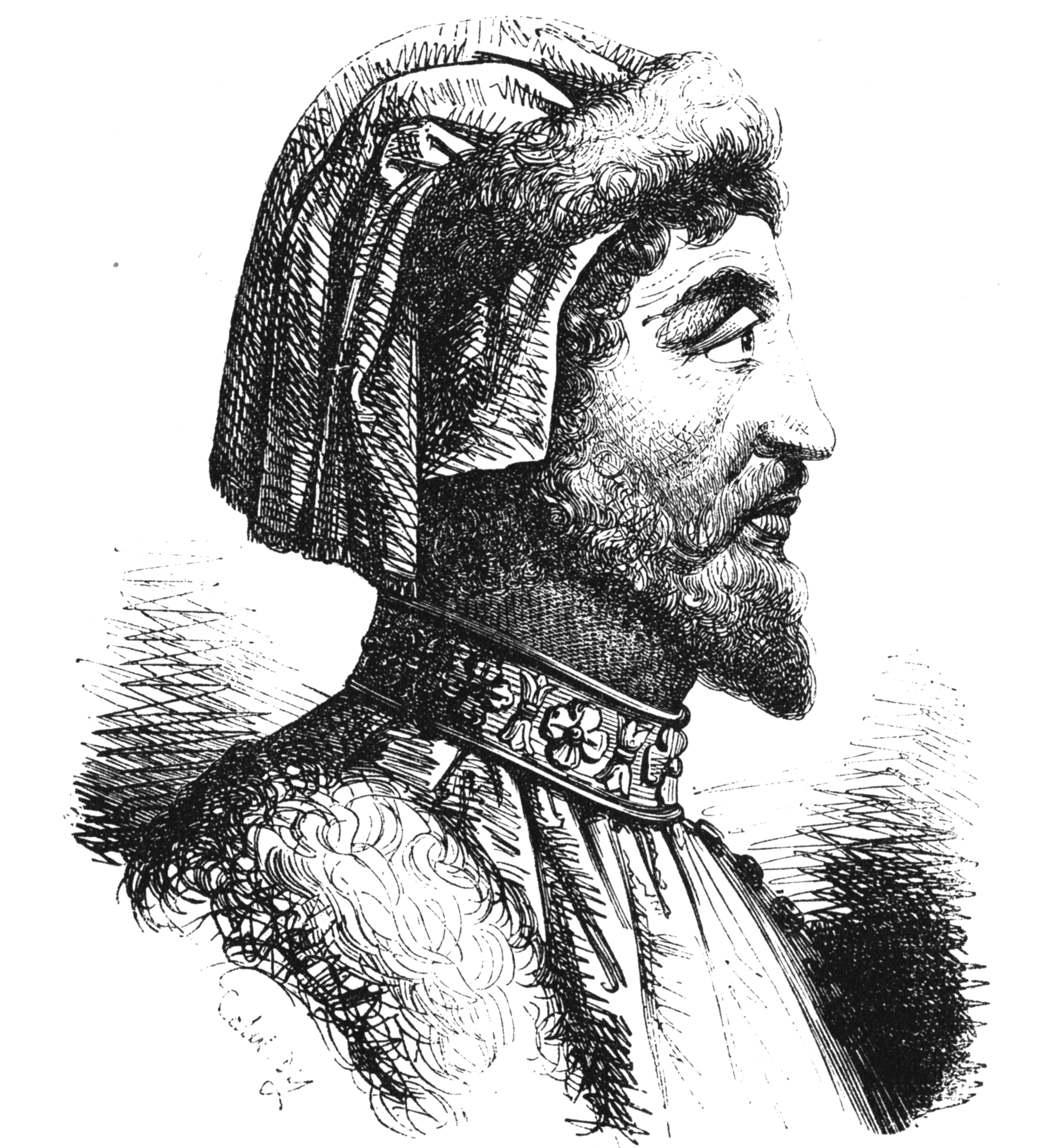
Azzone
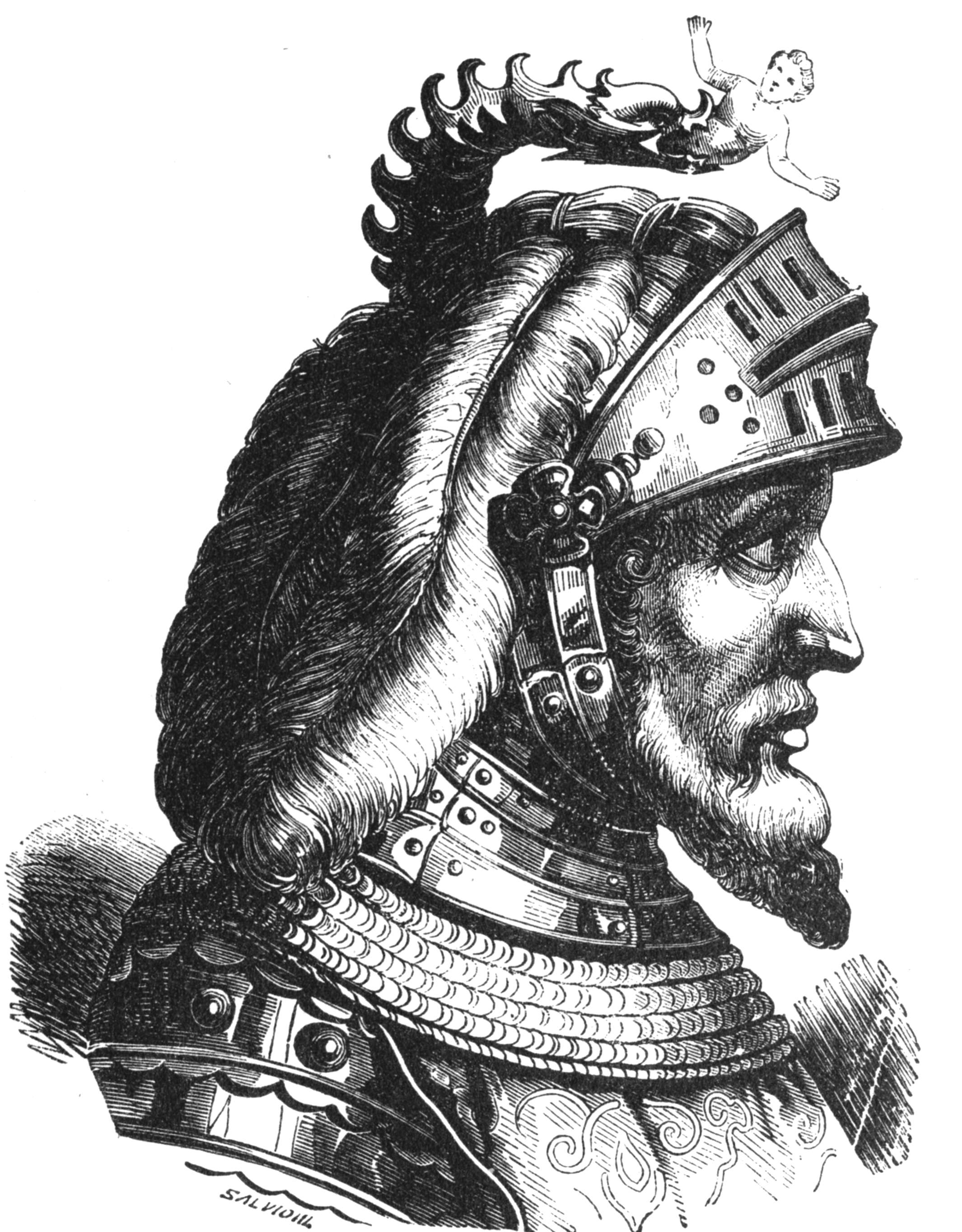
Luchino
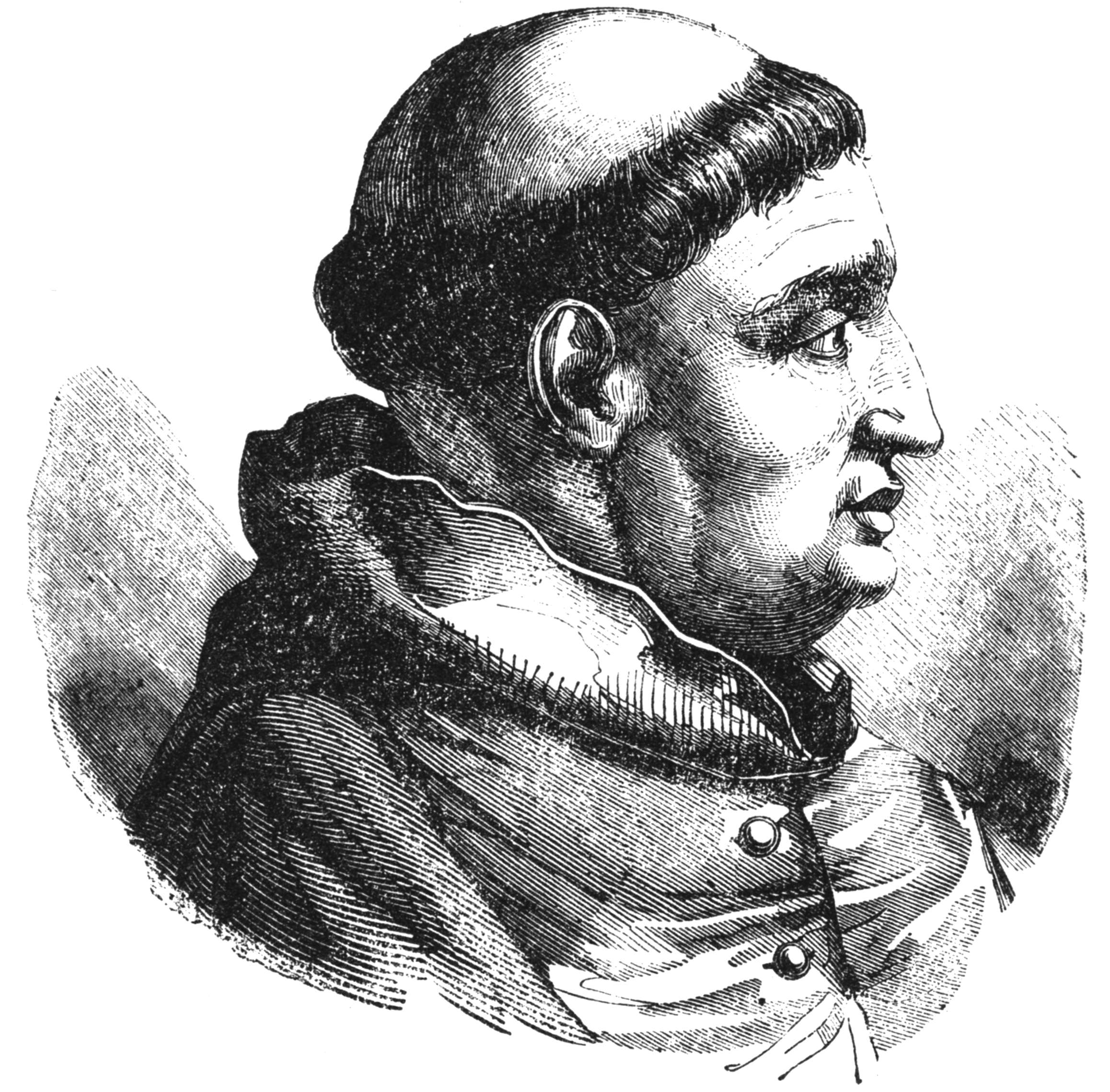
João
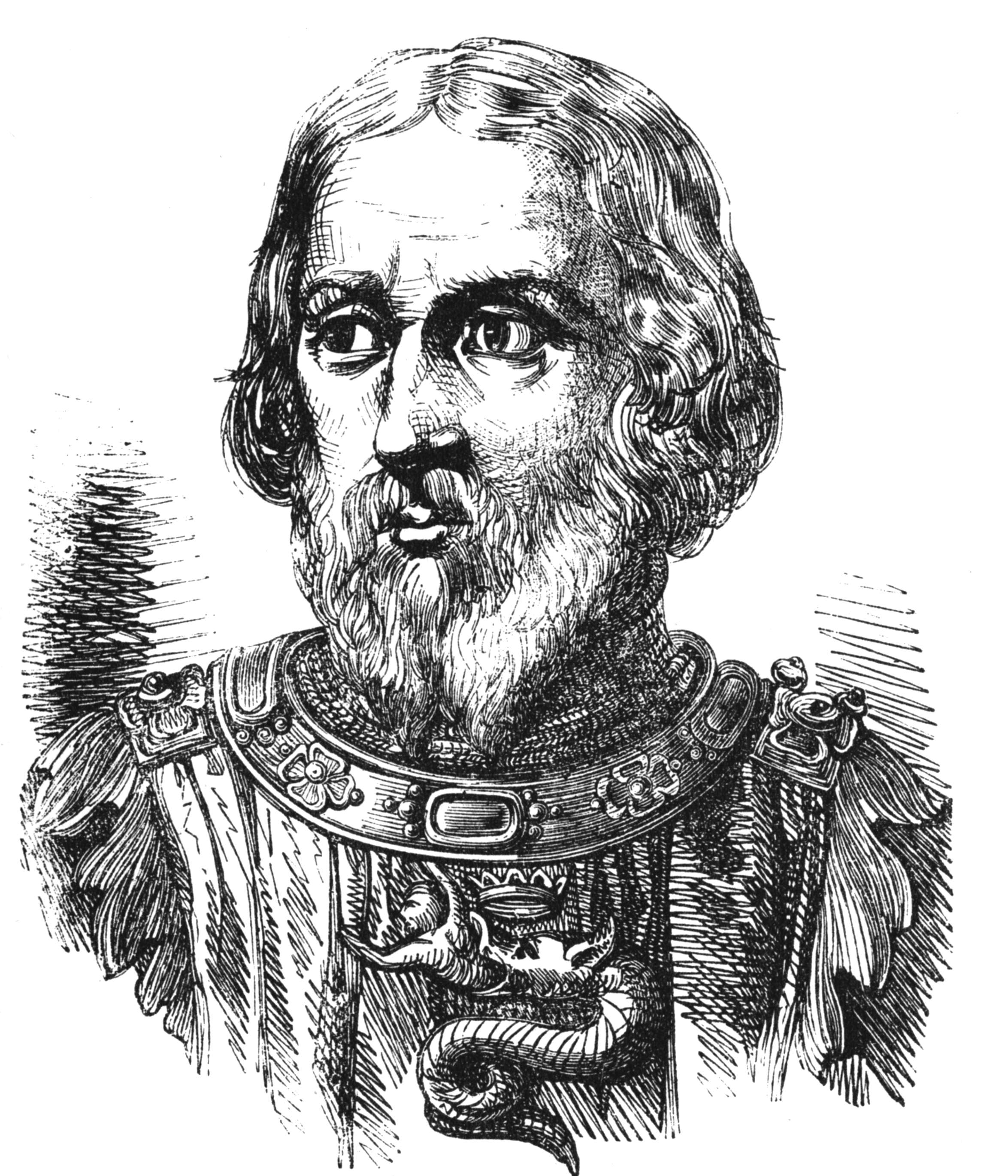
Galeácio II
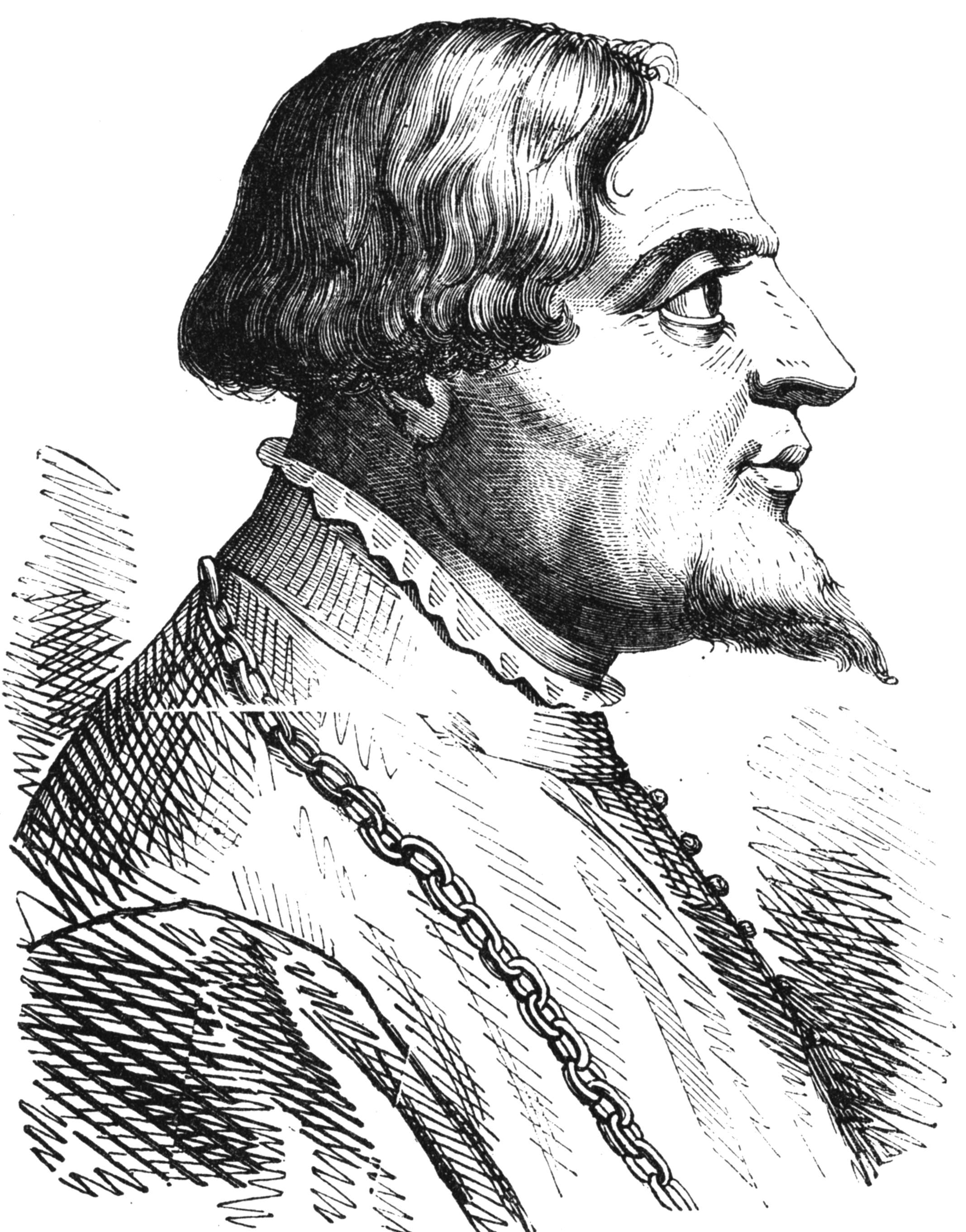
João Galeácio
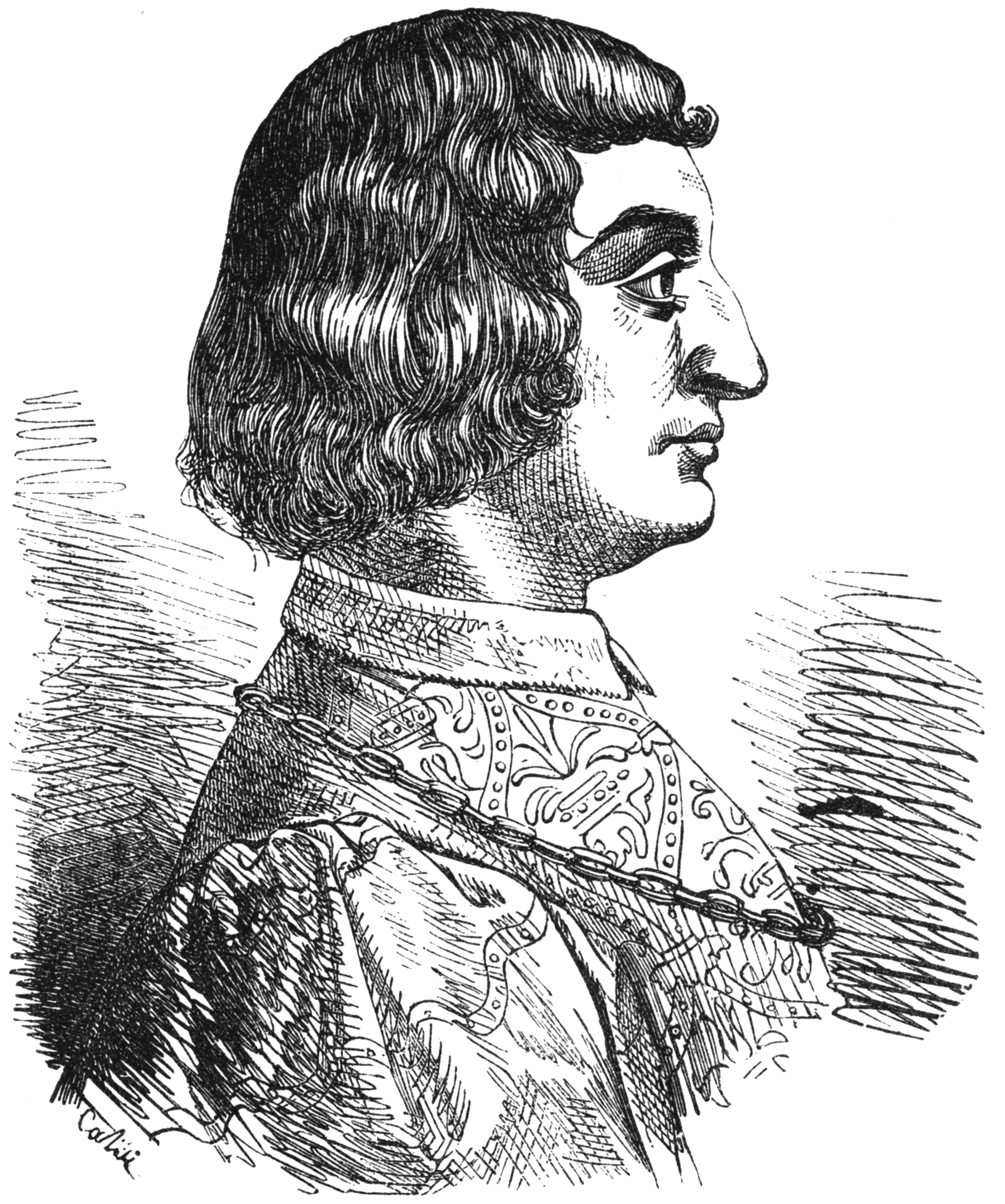
João Maria
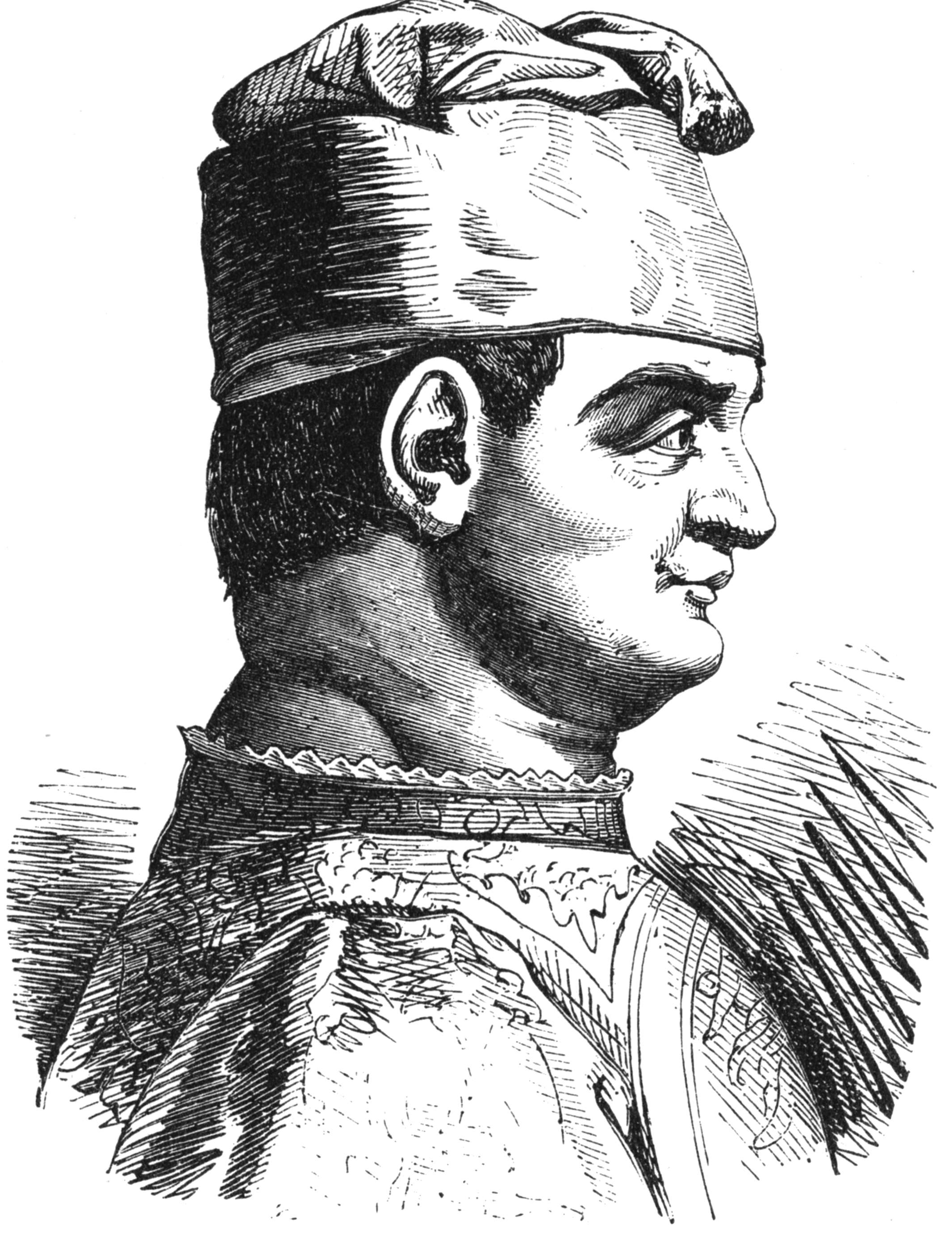
Filipe Maria
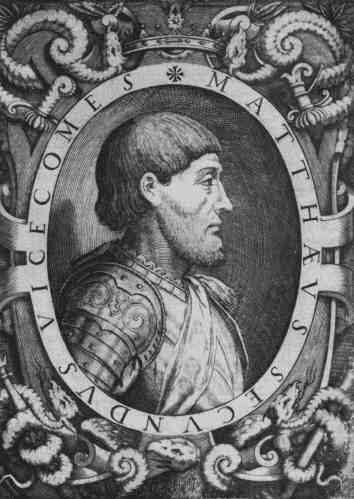
Mateus II
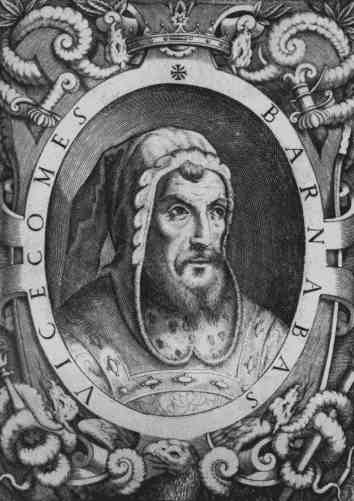
Barnabé
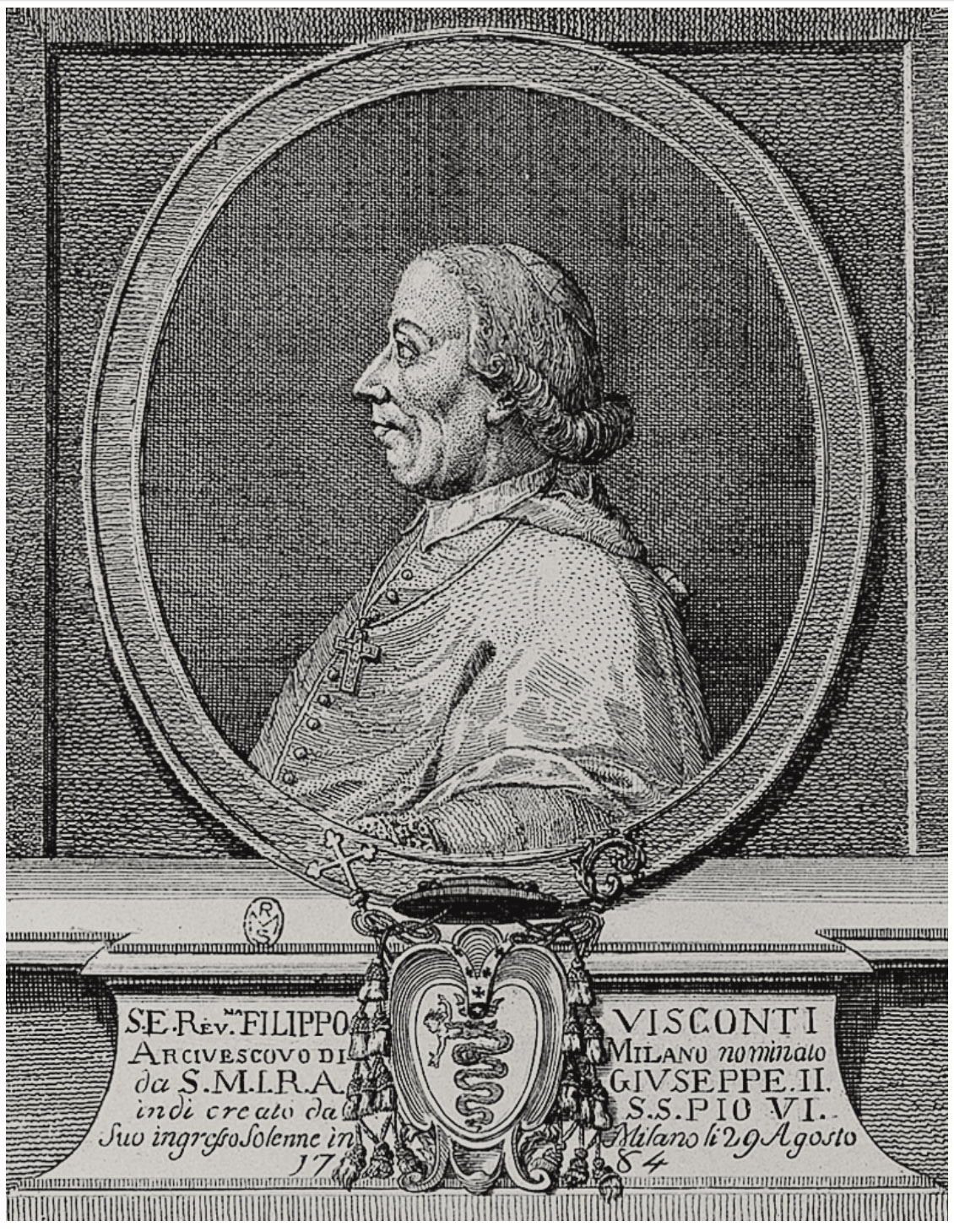
Filipe
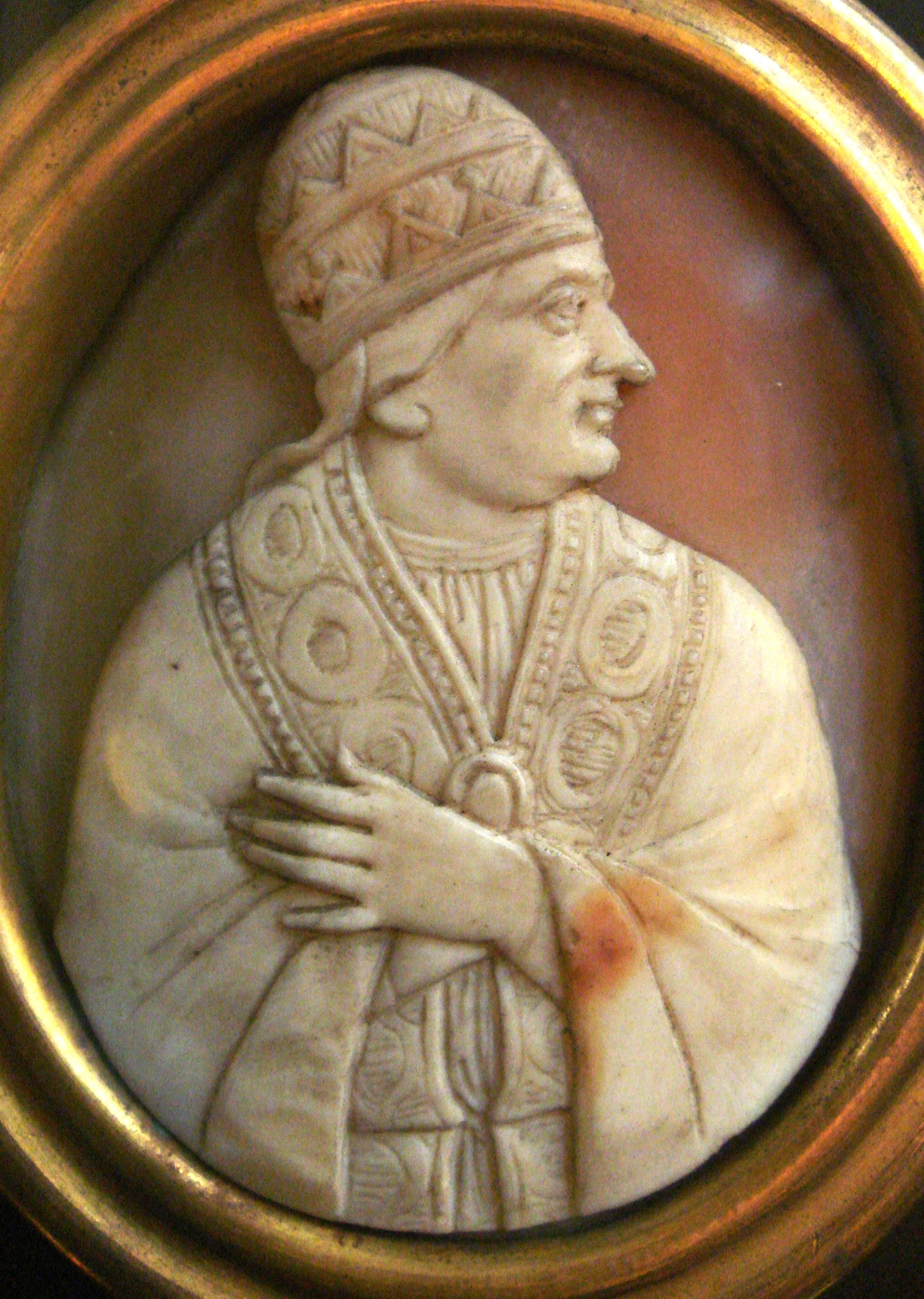
Papa Gregório X
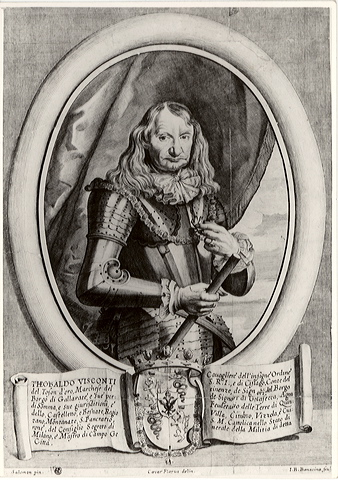
Teobaldo, marquês de Cislago e conde de Gallarate
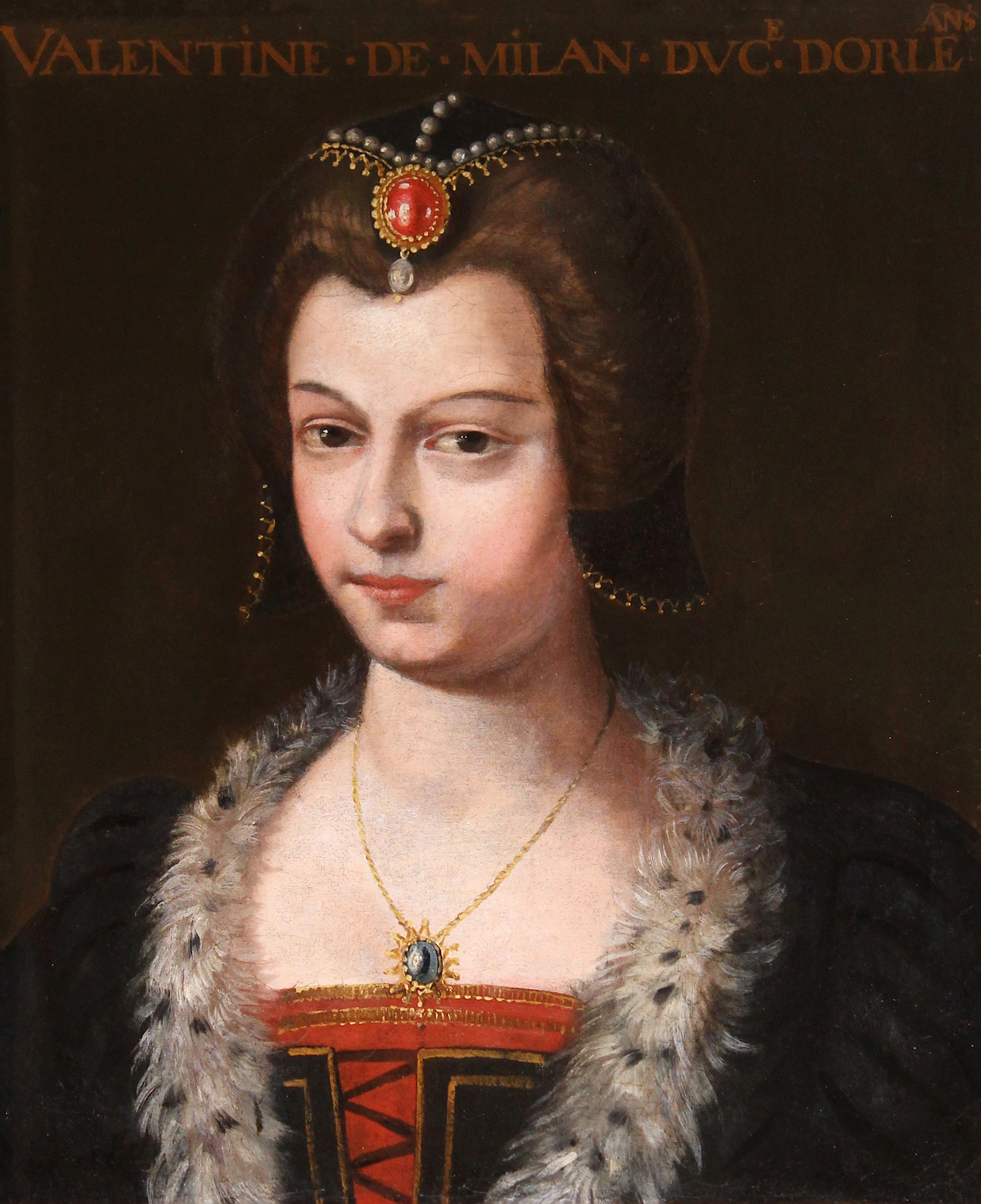
Valentina I
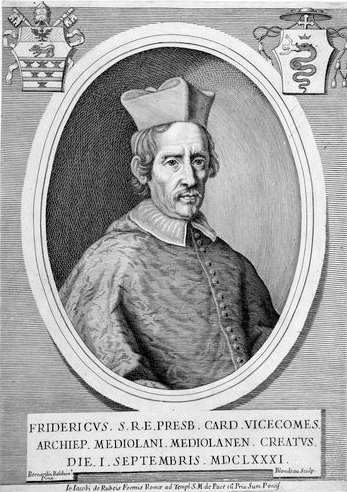
O cardeal Federico, arcebispo de Milão
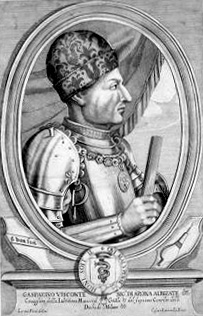
Gasparin
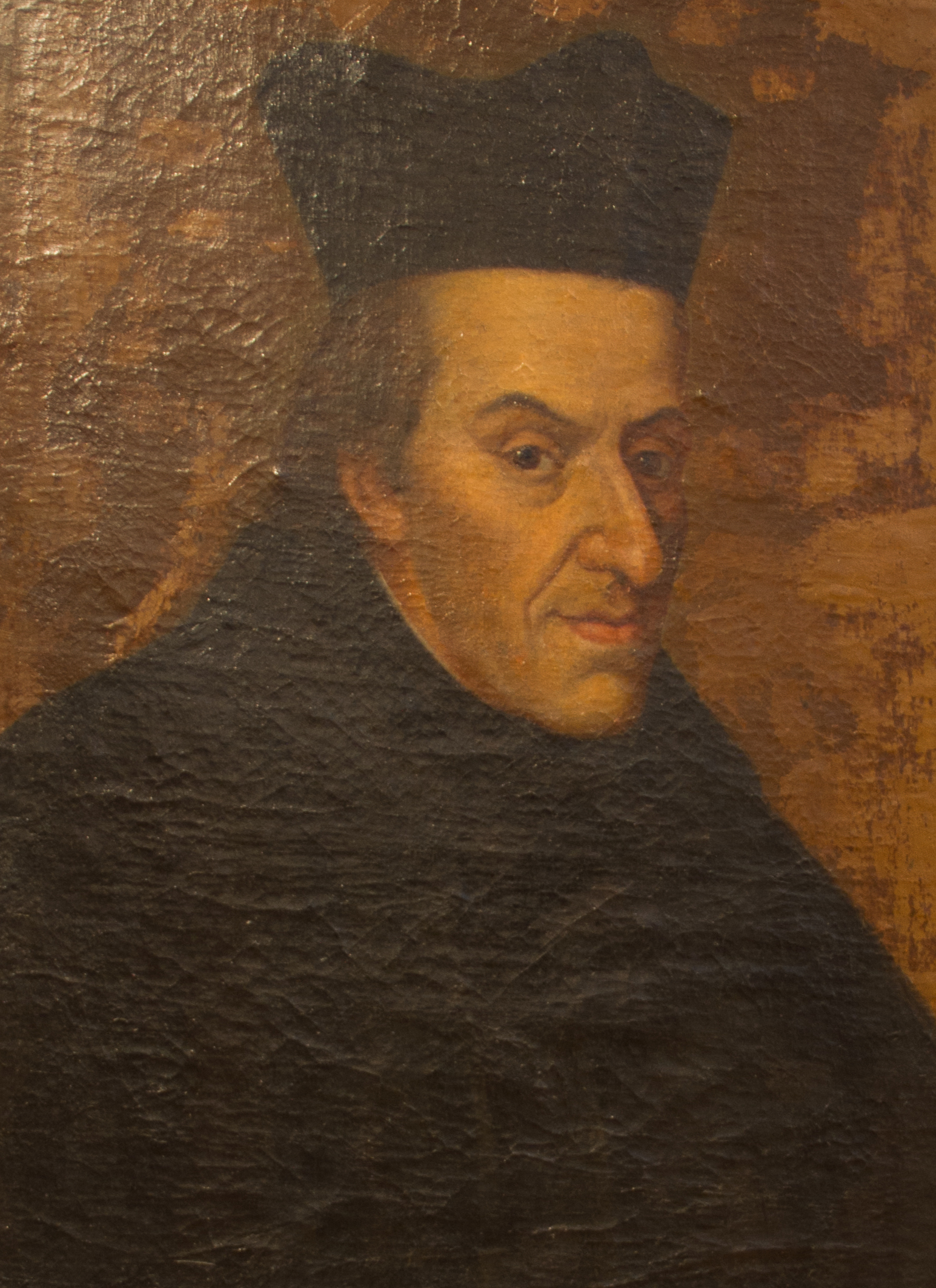
Inácio
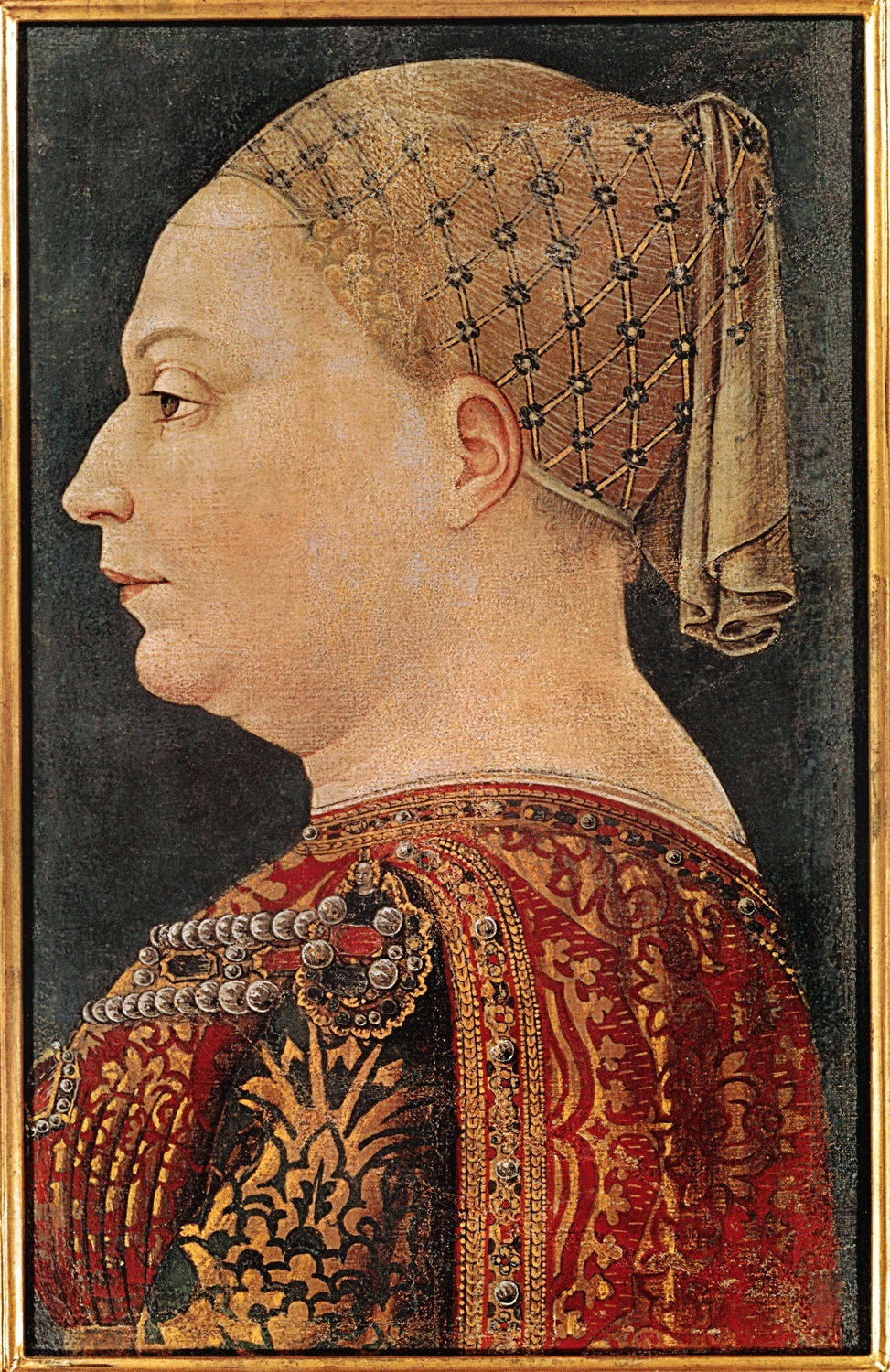
Bianca Maria